# 天主教大名教区
天主教大名教区（Dioecesis Tamimensis）是天主教在中国河北省建立的一个重要教区。1936年，根据教廷指令，从献县教区分出大名监牧区。管辖大名以南诸县。（包括今河南省濮阳、南乐、清丰、长垣等地）。主教座堂设在大名宠爱之母堂，由匈牙利耶稣会(S.J.)管理，首任主教是查宗夏（Nicolas Szarvas ，S.J.）。
1945年5月共产党占领大名，查宗夏遭到批斗，手部受重伤。1946年11月4日，中华民国空军11架飞机大规模空袭大名，教堂频遭轰炸，次日凌晨4时，查宗夏永久的离开了大名。1947年，查宗夏到上海进行手部手术，在12月离开中国。
1946年中国建立圣统制，1947年大名监牧区升为大名教区，主教隆其化（Gaspar Lischerong ，S.J.）。
1947年，共产党夺取濮阳，隆其化仍留在那里。1954年2月22日，65岁的隆其化和另一位匈牙利耶稣会神甫Brother Pál Gömöri被驱逐到香港，1955年1月1日，又应嘉义教区牛会卿主教邀请，隆其化带领一批匈牙利耶稣会神甫到嘉义县朴子镇传教。
高雄教区主教单国玺枢机，也是一名出生在大名教区濮阳的耶稣会士。

## 历任主教
- 查宗夏：首任监牧，匈牙利耶稣会士，1890年生，1920年晋铎，1922年来华传教；1946年离开大名；1947年离开中国；1965年在匈牙利去世。
- 隆其化：宗座署理，匈牙利耶稣会士，1889年生，1911年晋铎，1926年来华传教；1947年任大名教区宗座署理；1954年离开中国，1972年在台湾去世。
- 安世恩：大名教区首任国籍主教，1989年晋牧，2002年3月6日去世。
- 韩道一：公開教會的主教，亦負責開封教區，2000年10月27日去世。
- 高联增：宗座署理。

天主教大名教区跨越河北及河南两省，魏县大名在中国行政上属于河北，濮阳、清丰、南乐、华龙、高新区（范县和台前在1964年中国政府把这两个县由山东省划归河南濮阳市）、长垣属于河南省。但现在宗座备案仍属大名教区，并未随中国行政划分而改变，安世恩主教（非官方）及韩道一主教（官方）先后去世后，教宗继而委任高联增神父为宗座署理。现大名教区主要负责人宗座署理：高联增神父，教区神父18位，教区女修会玄义玫瑰圣母孝女会，现有修女30，教区现有4万多教友。
1950年代以后，大名教区大部分划归河南省，改设濮阳教区。这句话不契合实际，虽然大名教区一部分从行政上划归河南，但教区并未改设为濮阳教区，总宗座仍然保留大名教区，并委任高联增神父为该教区署理，至于是否将来会否改设教区，这也需要根据教会法典规定，由现大名教区署理向教宗申请，并向当地政府协调后，方可成立新的教区。